# Маунт Џуит (Пенсилванија)
Маунт Џуит (енгл. Mount Jewett) град је у америчкој савезној држави Пенсилванија.

## Демографија
По попису из 2010. године број становника је 919, што је 151 (-14,1%) становника мање него 2000. године.
| Група             | 2000.         | 2010.       |
| Белци             | 1.063 (99,3%) | 903 (98,3%) |
| Афроамериканци    | 0 (0,0%)      | 0 (0,0%)    |
| Азијати           | 1 (0,1%)      | 0 (0,0%)    |
| Хиспаноамериканци | 2 (0,2%)      | 9 (1,0%)    |
| Укупно            | 1.070         | 919         |